# 异佛尔酮
异佛尔酮（Isophorone），又名“1,1,3-三甲基环己烯酮”，学名3,5,5-三甲基-2-环已烯-1-酮，是一个六元环状的α,β-不饱和酮。

## 性质
异佛尔酮是无色至黄色有特征性气味（樟脑／薄荷香味）的挥发性液体。天然存在于小红莓中。 不溶于水，溶于乙醇、乙醚、丙酮等多数有机溶剂。见光转变为二聚物。在空气中被氧化为4,4,6-三甲基-1,2-环己二酮。

## 合成
由三分子丙酮在碱性条件下缩合制得。 该过程首先生成两分子丙酮的羟醛缩合产物异丙叉丙酮，而后另一分子丙酮的负离子与异丙叉丙酮进行Michael加成，最后环化、失水得到异佛尔酮。后一反应可看作Robinson增环反应。

## 用途
为优良的高沸点溶剂，用作树脂、树胶、油类、漆、墨水、杀虫剂和硝化纤维的溶剂。 也用作有机合成中间体。